# Johann Ludwig Alexander Herrenschneider

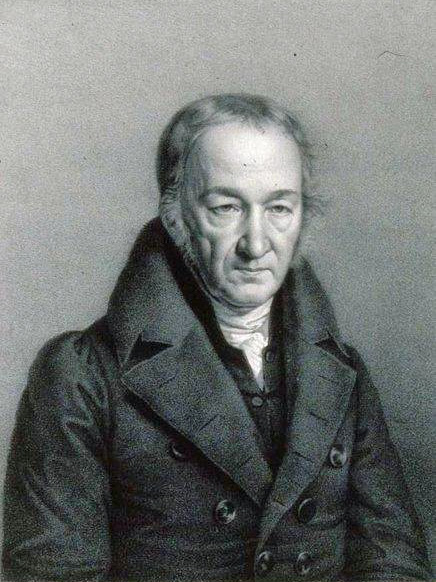
Johann Ludwig Alexander Herrenschneider

Johann Ludwig Alexander Herrenschneider (* 23. März 1760 in Gaugrehweiler; † 29. Januar 1843 in Straßburg) war ein deutscher Meteorologe und Mathematiker.

## Leben
Er wuchs in dem pfälzischen Ort Gaugrehweiler auf, wo sein Vater, Johannes Herrenschneider, Hofprediger am Hof von Carl Magnus von Rheingrafenstein war. Sein Onkel Johann Samuel Herrenschneider († 1804)  war Professor für Mathematik an der Universität Straßburg.
Nachdem 1773 seine damals zehnjährige Schwester bei einem Anschlag auf den Vater ums Leben gekommen war, zog die Familie nach Rappoltsweiler und 1777 nach Straßburg. Herrenschneider begann sein Studium an der dortigen Universität, wo er unter anderem bei Johann Jeremias Brackenhofer († 1789) Mathematik und Astronomie studierte. Am 26. September 1782 wurde er mit einer Abhandlung „über das Bewußtseyn“ zum Doktor der Philosophie promoviert. In der Folge studierte er, seinem Vater zuliebe, Jura und erwarb 1785 das Lizenziat der Rechte. Seine Leidenschaft lag aber bei den Naturwissenschaften und der Mathematik. Nach dem Tod seines Onkels übernahm er aushilfsweise dessen Vorlesungen in Mathematik. 1789 erhielt er einen Ruf auf den Lehrstuhl für Astronomie. Er wurde damit Nachfolger von Brackenhofer, der kurz zuvor verstorben war.
Er begann seine Professur mit einer Reise durch Europa, bei der er die modernsten Sternwarten seiner Zeit besuchte. Unter anderem lernte er auf seiner Reise Wilhelm Herschel, Nevil Maskelyne, Jean Cassini, Jérôme Lalande, Jean Sylvain Bailly und Pierre-Simon Laplace kennen. Als er im Januar 1791 nach Straßburg zurückkehrte, war die Fakultät auf Grund der Französischen Revolution aufgelöst worden. Bis zu ihrer Neugründung unterrichtete er an diversen Schulen Straßburgs Physik, Chemie und Mathematik.
Im Mai 1794 wurden er und sein Vater zusammen mit Isaak Haffner und Johann Lorenz Blessig als Gegner der Jakobiner festgenommen und bis zum 9. Thermidor inhaftiert. Von 1806 bis 1843 hatte er die Stelle eines Bibliothekars an der Straßburger Stadtbibliothek inne.

## Wirkung

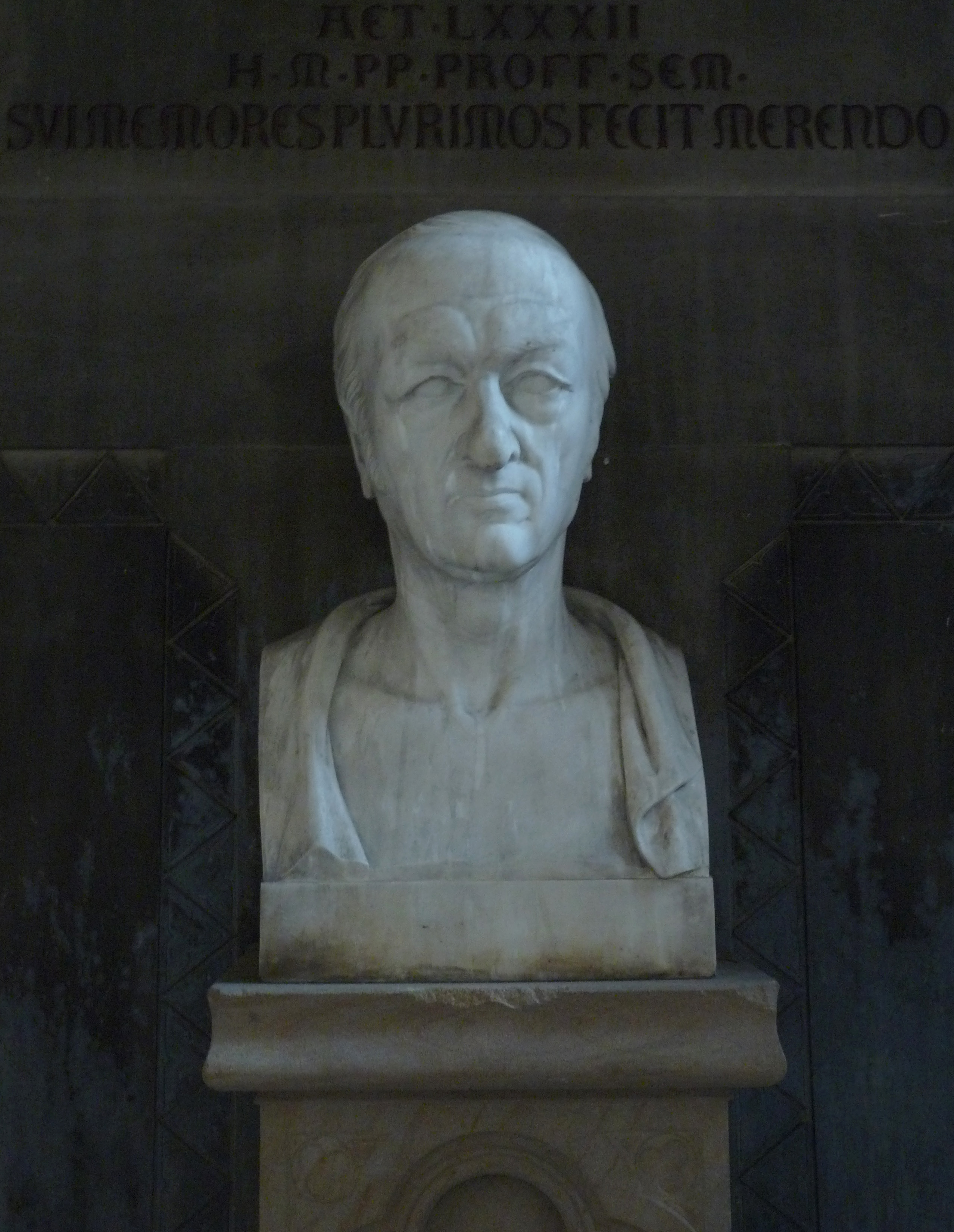
Büste Thomaskirche, Straßburg

- 1838 erhielt er das Kreuz der Ehrenlegion.
- Seine über 40 Jahre lang lückenlosen Aufzeichnungen meteorologischer Daten sind heute noch eine wichtige Quelle.

## Werk (Auswahl)
- Exercice public de physique, sur les propriétés générales des corps, la dynamique, l’hydrostatique, l’aérométrie, l’acoustique et la théorie du calorique. Strasbourg 1801.
- Exercice public sur les éléments de chimie et l’optique. Strasbourg 1802.
- Levrault F. G (Hrsg.): Exercice public sur les propriétés générales des corps, la dynamique, l’hydrostatique, l’aérométrie, la théorie du calorique, et l’électricité. Strasbourg 1803.
- Observations météorologiques faites à Strasbourg, pendant les années 1807, 1808, 1809 et 1810, 1811? In: Levrault F. G (Hrsg.): Mémoires de la société des Sciences agriculture et arts de Strasbourg. Strasbourg 1803, S. 470–476 (Digitalisat auf Gallica, Volltext in der Google-Buchsuche).
- Résumé des observations météorologiques faites à Strasbourg… 1811-1820. In: Mémoires de la Société des sciences, agriculture et arts de Strasbourg. Strasbourg 1803 (Digitalisat auf Gallica).